# バッド・マジック
『バッド・マジック』（原題：Bad Magic）は2015年に発表されたモーターヘッドの作品である。

## 概要
2015年8月28日に全世界同時リリースされた作品で、バンドにとって22作目となるオリジナル・アルバムである。現在の編成になってから初めて、メンバー3人でスタジオ入りし楽曲を完成させる手法がとられた。5曲目の「ザ・デビル」ではゲスト・プレーヤーとしてブライアン・メイが参加しており、ギター・ソロを披露している。
今作発表後、レミー・キルミスターが逝去したため、この作品が彼にとっての遺作となり、またバンドにとっても最後の作品となった。

## 収録曲
| 全作詞・作曲: モーターヘッド（#13のみミック・ジャガー、キース・リチャーズ）。 |                                                                                               |                                                                    |                                                                    |      |
| #                                                                             | タイトル                                                                                      | 作詞                                                               | 作曲・編曲                                                         | 時間 |
| 1.                                                                            | 「ヴィクトリー・オア・ダイ -Victory or Die-」                                                 | モーターヘッド （#13のみ ミック・ジャガー 、 キース・リチャーズ ） | モーターヘッド （#13のみ ミック・ジャガー 、 キース・リチャーズ ） | 3:09 |
| 2.                                                                            | 「サンダー・アンド・ライトニング -Thunder & Lightning-」                                      | モーターヘッド （#13のみ ミック・ジャガー 、 キース・リチャーズ ） | モーターヘッド （#13のみ ミック・ジャガー 、 キース・リチャーズ ） | 3:06 |
| 3.                                                                            | 「ファイアー・ストーム・ホテル-Fire Storm Hotel-」                                            | モーターヘッド （#13のみ ミック・ジャガー 、 キース・リチャーズ ） | モーターヘッド （#13のみ ミック・ジャガー 、 キース・リチャーズ ） | 3:35 |
| 4.                                                                            | 「シュート・アウト・オール・オブ・ユア・ライツ -Shoot Out All of Your Lights-」               | モーターヘッド （#13のみ ミック・ジャガー 、 キース・リチャーズ ） | モーターヘッド （#13のみ ミック・ジャガー 、 キース・リチャーズ ） | 3:15 |
| 5.                                                                            | 「ザ・デビル -The Devil-」                                                                    | モーターヘッド （#13のみ ミック・ジャガー 、 キース・リチャーズ ） | モーターヘッド （#13のみ ミック・ジャガー 、 キース・リチャーズ ） | 2:54 |
| 6.                                                                            | 「エレクトリシティ-Electricity-」                                                             | モーターヘッド （#13のみ ミック・ジャガー 、 キース・リチャーズ ） | モーターヘッド （#13のみ ミック・ジャガー 、 キース・リチャーズ ） | 2:17 |
| 7.                                                                            | 「イーヴル・アイ -Evil Eye-」                                                                 | モーターヘッド （#13のみ ミック・ジャガー 、 キース・リチャーズ ） | モーターヘッド （#13のみ ミック・ジャガー 、 キース・リチャーズ ） | 2:20 |
| 8.                                                                            | 「ティーチ・ゼム・ハウ・トゥ・ブリード -Teach Them How to Bleed-」                            | モーターヘッド （#13のみ ミック・ジャガー 、 キース・リチャーズ ） | モーターヘッド （#13のみ ミック・ジャガー 、 キース・リチャーズ ） | 3:13 |
| 9.                                                                            | 「ティル・ジ・エンド -Till the End-」                                                         | モーターヘッド （#13のみ ミック・ジャガー 、 キース・リチャーズ ） | モーターヘッド （#13のみ ミック・ジャガー 、 キース・リチャーズ ） | 4:05 |
| 10.                                                                           | 「テル・ミー・フー・トゥ・キル -Tell Me Who to Kill-」                                        | モーターヘッド （#13のみ ミック・ジャガー 、 キース・リチャーズ ） | モーターヘッド （#13のみ ミック・ジャガー 、 キース・リチャーズ ） | 2:57 |
| 11.                                                                           | 「チョーキング・オン・ユア・スクリームズ -Choking on Your Screams-」                          | モーターヘッド （#13のみ ミック・ジャガー 、 キース・リチャーズ ） | モーターヘッド （#13のみ ミック・ジャガー 、 キース・リチャーズ ） | 3:33 |
| 12.                                                                           | 「ホエン・ザ・スカイ・カムズ・ルッキング・フォー・ユー -When the Sky Comes Looking for You-」 | モーターヘッド （#13のみ ミック・ジャガー 、 キース・リチャーズ ） | モーターヘッド （#13のみ ミック・ジャガー 、 キース・リチャーズ ） | 2:58 |
| 13.                                                                           | 「悪魔を憐れむ歌 -Sympathy for the Devil-」(ザ・ローリング・ストーンズのカヴァー)             | モーターヘッド （#13のみ ミック・ジャガー 、 キース・リチャーズ ） | モーターヘッド （#13のみ ミック・ジャガー 、 キース・リチャーズ ） | 5:35 |
| 合計時間:                                                                     | 合計時間:                                                                                     | 42:57                                                              |                                                                    |      |

## 演奏者
- レミー・キルミスター - ベース、ヴォーカル
- フィル・キャンベル - ギター、ピアノ(#13のみ)
- ミッキー・ディー - ドラムス

- ブライアン・メイ - ギター(#5のみ)